# Iglesiarrubia
Iglesiarrubia est une commune d'Espagne dans la communauté autonome de Castille-et-León, province de Burgos. Elle s'étend sur 15,02 km2 et comptait environ 49 habitants en 2011.